# مات جونسون (كاتب)
مات جونسون (بالإنجليزية: Mat Johnson)‏ (19 أغسطس 1970، فيلادلفيا في الولايات المتحدة)؛ روائي أمريكي.

## الجوائز
- الجوائز الأميركية للكتاب